# کارولین مرچانت
کارولین مرچانت (به انگلیسی: Carolyn Merchant)، (زاده ۱۲ ژوئیه ۱۹۳۶ در راچستر، نیویورک) فیلسوف و مورخ علم اکوفمینیست آمریکایی است که بیش‌تر به‌خاطر نظریه (و کتابی با همین عنوان) در مورد مرگ طبیعت مشهور است، که به موجب آن انقلاب علمی قرن هفدهم را به‌عنوان دوره‌ای که علم شروع به اتمیزه کردن، عینیت بخشیدن و تشریح طبیعت کرده و تصور نهایی آن را متشکل از ذرات اتمی بی‌اثر پیش‌بینی کرد، شناسایی می‌کند. آثار او در توسعه تاریخ محیط زیست و تاریخ علم مهم است. او پروفسور ممتاز تاریخ، فلسفه و اخلاق محیطی در دانشگاه کالیفرنیا برکلی است.

## فلسفه
مرچانت استدلال می‌کند که قبل از انقلاب علمی قرن هفدهم، طبیعت مادر خیرخواه همه چیز تصور می‌شد، هرچند گاهی اوقات وحشی. این استعاره به تدریج جای خود را به مدل «تسلط بر طبیعت» داد، زیرا انقلاب علمی طبیعت را عقلانی و کالبدشکافی کرد تا تمام اسرارش را نشان دهد. همان‌طور که طبیعت اسرار او را فاش کرد، او نیز توانست کنترل شود. هم این قصد و هم استعاره «طبیعت بی‌حجاب» هنوز در زبان علمی رایج است. تصورات از زمین به‌عنوان یک پرورش‌دهنده حیات به آرامی شروع به تبدیل شدن به یکی از منابع مورد بهره‌برداری کرد، زیرا علم اطمینان بیش‌تری پیدا کرد که ذهن انسان می‌تواند همه چیز را در مورد جهان طبیعی بداند و در نتیجه تغییراتی را که می‌خواهد بر روی آن اعمال کند.
زمین زن در کیهان‌شناسی که توسط انقلاب علمی و ظهور فرهنگ بازارمحور تضعیف شد، مرکزی بود. برای اروپاییان قرن شانزدهم استعاره ریشه‌ای که خود، جامعه و کیهان را به هم پیوند می‌دهد، استعاره یک ارگانیسم بود… نظریه ارگانیسمی بر وابستگی متقابل بین اجزای بدن انسان، تبعیت فرد از اهداف جمعی در خانواده، اجتماع و دولت تأکید می‌کند و زندگی حیاتی در کیهان تا پست‌ترین سنگ زمین نفوذ می‌کند.
مرچانت به استفاده فرانسیس بیکن از استعاره‌های زنانه برای توصیف استثمار طبیعت در این زمان اشاره می‌کند: «او یا آزاد است… یا به‌دلیل کج‌کاری، گستاخی و پیش‌روی ماده و خشونت موانع، از مسیر عادی خود خارج شده‌است… یا به‌وسیله هنر و دست انسان در قید و بند قرار می‌گیرد، قالب می‌گیرد و به گونه‌ای نوساخته می‌شود؛ مانند چیزهای مصنوعی… طبیعت از انسان دستور می‌گیرد و تحت اختیار او کار می‌کند». طبیعت باید «برای خدمت مقید شود» و برده اهداف انسانی برای بازیابی سلطه ما بر طبیعت از دست رفته در «سقوط از فیض» در عدن شود.
این تغییرات در ترکیب با صنعتی شدن روزافزون و ظهور سرمایه‌داری که به‌طور هم‌زمان جایگزین کار زنان مانند بافندگی با ماشین‌آلات شد و نقش آن‌ها را به‌عنوان کشاورزان معیشتی در نظر گرفت، مردم را به زندگی در شهرها سوق داد و آن‌ها را از طبیعت و اثرات تولید صنعتی بیش‌تر دور کرد. به گفته مرچانت، اثرات ترکیبی صنعتی شدن، اکتشاف علمی طبیعت، و برتری استعاره سلطه بر استعاره مادر پرورش‌دهنده زمین، هم‌چنان در اندیشه اجتماعی و سیاسی قابل احساس است، همان‌قدر که در هنر، فلسفه و علم قرن هفدهم شاهدش بودیم.

## میراث مرگ طبیعت
کتاب مرگ طبیعت اثر مرچانت، میراثی علمی در زمینه‌های تاریخ محیط زیست، فلسفه و فمینیسم بر جای می‌گذارد. این کتاب به‌دلیل ارتباط او بین زنانه شدن طبیعت و طبیعی شدن زنان، راه‌گشا در نظر گرفته می‌شود. در کنار این ارتباط، او ادعای خود را با شواهد تاریخی در دوران روشن‌گری تأیید می‌کند. با این حال، مرچانت اولین کسی نبود که ایده‌ها و نظریه‌های اکوفمینیستی را ارائه کرد. فرانسوا دوبون واژه اکوفمینیسم را برای به تصویر کشیدن تأثیر زنان و توانایی آن‌ها در ایجاد یک انقلاب زیست‌محیطی در کتاب خود فمینیسم یا مرگ (Le Feminisme ou la Mort) در سال ۱۹۷۴ ابداع کرد. کتاب سوزان گریفین در سال ۱۹۷۸، زن و طبیعت: غرش درون او، که در مورد زنان و اکولوژی نیز صحبت می‌کند، درست قبل از مرگ طبیعت نوشته شده‌است. مرگ طبیعت با وجود این آثار قبلی تأثیرگذار است، زیرا اولین تفسیر از دیدگاه اکوفمینیستی در مورد تاریخ بوم‌شناسی است.

## فهرست آثار
- مرگ طبیعت: زنان، اکولوژی و انقلاب علمی (۱۹۸۰، 2e ۱۹۹۰، 3e 2020). بررسی توسط پائولا فیندلن.
- انقلاب‌های زیست‌محیطی: طبیعت، جنسیت و علم در نیوانگلند (۱۹۸۹، ۲۰۱۰)
- بوم‌شناسی رادیکال: جستجوی جهانی قابل زیست (۱۹۹۲، ۲۰۰۵)
- مشکلات عمده در تاریخ محیط زیست آمریکا (۱۹۹۳، ۲۰۰۴، ۲۰۱۲، ویرایشگر)
- مفاهیم کلیدی در نظریه انتقادی: بوم‌شناسی (۱۹۹۴، ۲۰۰۸، ویراستار)
- مراقبت از زمین: زنان و محیط زیست (۱۹۹۶)
- سبز در مقابل طلا: منابع در تاریخ زیست‌محیطی کالیفرنیا (۱۹۹۸، ویرایشگر)
- راهنمای کلمبیا برای تاریخ محیط زیست آمریکا (۲۰۰۲)
- اختراع مجدد عدن: سرنوشت طبیعت در فرهنگ غرب (۲۰۰۳، ۲۰۱۳)
- دایرةالمعارف تاریخ محیط زیست جهان، ۳ جلد. (۲۰۰۴، سردبیر مشترک)
- تاریخ محیط زیست آمریکا: مقدمه (۲۰۰۷)
- طبیعت خودمختار: مشکلات پیش‌بینی و کنترل از دوران باستان تا انقلاب علمی (۲۰۱۵)
- امان از پرندگان! جورج برد گرینل و اولین انجمن اودوبون (۲۰۱۶)
- علم و طبیعت: گذشته، حال و آینده (۲۰۱۸)
- آنتروپوسن و علوم انسانی (۲۰۲۰)

## برای مطالعه بیش‌تر
- Park, Katharine (2006). "Women, Gender, and Utopia: The Death of Nature and the Historiography of Early Modern Science". Isis. 97 (3): 492. doi:10.1086/508078. JSTOR 508078.
- Carolyn Merchant's webpage.
- Findlen, Paula. “Science Turned Upside Down: Carolyn Merchant's Vision of Nature, 40 Years Later.” Public Books, January 22, 2021.